# Ceahiv, Orativ
Ceahiv (în ucraineană Чагів) este localitatea de reședință a comunei Ceahiv din raionul Orativ, regiunea Vinnița, Ucraina.

## Demografie
Componența lingvistică a localității Ceahiv
     Ucraineană (99,16%)
     Alte limbi (0,84%)
Conform recensământului din 2001, majoritatea populației localității Ceahiv era vorbitoare de ucraineană (99,16%), existând în minoritate și vorbitori de alte limbi.

## Legaturi externe
- pl Czahów, wieś nad Żydem în Dicționarul geografic al Regatului Poloniei și al altor țări slave, volum XV, p. 1 (Abablewo — Januszowo) 1900